# Операция «Питон»
Операция «Питон» — морское сражение между ракетным катером индийских ВМС и пакистанским флотом в районе главной пакистаной военно-морской базы в Карачи, произошедшее в ночь с 8 на 9 декабря 1971 года, в ходе Третьей индо-пакистанской войны.

## Предпосылки
К концу 1971 года отношения между Индией и Пакистаном в очередной раз испортились. В Пакистане в это время бушевала полномасштабная гражданская война между правительственной армией и повстанцами, выступавшими за независимость населённого в основном этническими бенгальцами Восточного Пакистана, ставшая впоследствии известной как Война за независимость Бангладеш. Индия, желая ослабить традиционного соперника, а также чтобы уменьшить поток беженцев, скрывающихся от пакистанских репрессий в этнически близком индийском штате Западная Бенгалия, оказывала поддержку повстанцам, что не могло не вызывать неудовольствия Пакистана.
Пакистанское руководство, пришедшее к выводу, что партизанское движение невозможно подавить, пока оно получает поддержку из Индии, приняло решение вынудить Индию к прекращению этой поддержки силовыми методами. Напряжение между двумя странами неуклонно нарастало с лета 1971 года, к концу осени на границах происходили регулярные инциденты. 3-го декабря 1971 года пакистанские ВВС предприняли попытку неожиданной атаки на базы ВВС Индии, известную как Операция «Чингисхан». Она не принесла ожидаемого успеха, но послужила спусковым крючком к началу Третьей индо-пакистанской войны и освободила руки индийскому флоту для давно планировавшейся морской блокады Пакистана.
Основные объёмы снабжения Пакистана проходили через его единственный глубоководный порт в Карачи, там же располагалась основная база пакистанского Флота, поэтому удар по Карачи являлся очевидным шагом по установлению блокады, и планировался индийскими штабами задолго до официального начала войны.
За три дня до операции «Питон» была совершена аналогичная операция «Трайдент», в ходе которой индийские ракетные катера уничтожили четыре корабля противника и разрушили портовую топливную базу, не понеся при этом никаких потерь. Решительный успех операции определил возможность повторного рейда, который был совершён в ночь с 8 по 9 декабря 1971 года.

## Ход операции
При приближении к порту на 22 километра индийский ракетный катер «Винаш» выпустил все 4 противокорабельных ракеты П-15 «Термит». Первая ракета попала в нефтеперерабатывающий завод на берегу. Огонь от горящих нефтехранилищ осветил Карачи. Пакистанцы восприняли атаку как авианалёт. Через 6 минут пакистанские зенитные орудия открыли заградительный огонь над Карачи. Снаряды пакистанских крупнокалиберных орудий корабля PNS Himalaya в темноте были похожи на летящие ракеты и пакистанские зенитчики других орудий начали пытаться их сбить. В порту начался настоящий хаос. Огонь с нефтехранилищ перекинулся на склад боеприпасов; детонации снарядов были видны с расстояния 10 морских миль.
Вторая ракета индийского катера попала в панамский танкер MV Gulf Star (вместимость 1280 БРТ), попадание вызвало сильную детонацию и корабль затонул в течение всего лишь одной минуты.
Третья ракета попала в британский транспортный корабль SS Harmattan (дедвейт 15700 тонн, вместимость 10411 БРТ), 7 британских моряков было убито и 6 ранено, включая командира Б. П. Хьюстона, корабль сгорел. Обломками британского взрывающегося корабля был засыпан пакистанский тральщик Munsif, десятки моряков вынуждены были выпрыгнуть в воду с тральщика, пытаясь спастись от обломков.
Четвёртая ракета попала в танкер ВМС Пакистана PNS Dacca (водоизмещение 5532/21880 тонн). Корабль сгорел и позднее был пущен на слом. Кроме этого, два транспортных корабля, стоявших возле этих кораблей, получили значительные повреждения от близких разрывов ракет. Береговая и противовоздушная оборона порта пыталась оказать сопротивление индийцам, в результате огнём пакистанских орудий был случайно сожжён греческий цементный сухогруз MV Zoe (дедвейт 1528 тонн, вместимость 1266 БРТ), перевозивший груз в Пакистан, убит капитан корабля и ещё несколько человек. Пакистанский патрульный катер, ведя огонь в сторону индийского катера, случайно прострелил борт британскому торговому судну Eucadia. Индийцы вернулись без потерь.
В результате пожара сгорело более половины запасов горючего и около 70 % боеприпасов, хранящихся в порту.